# Sida coradinii
Sida coradinii är en malvaväxtart som beskrevs av Antonio Krapovickas. Sida coradinii ingår i släktet sammetsmalvor, och familjen malvaväxter. Inga underarter finns listade i Catalogue of Life.